# Чатем (архіпелаг)

Архіпелаг Чатем

44°00′ пд. ш. 176°30′ зх. д. / 44° пд. ш. 176.5° зх. д.
Чатем  (англ. Chatham Islands, моріорі Rēkohu, маор. Wharekauri) — архіпелаг, розташований приблизно за 800 км на схід від Нової Зеландії.

## Географія
До складу архіпелагу входять 10 островів, з яких тільки два порівняно великі — Чатем (43° 53' пд. ш. 176° 31' зх. д.) та Пітт (44° 18' пд. ш. 176° 13' зх. д.).
Тільки ці два острови населені. Загальна площа архіпелагу — 966 км². На островах введено особливий часовий пояс, що відрізняється на 45 хвилин від часу в Новій Зеландії. З 1832 року архіпелаг оголошено територією Нової Зеландії.

## Склад архіпелагу
- Чатем
- Пітт[en]
- Малий Мангер
- Мотухопе
- Раунд Іслет
- Мотухара
- Мангер (1,13 км²)
- Рангатіра (2,18 км²)
- Сістерс

## Населення
Вважається, що острови були заселені ще в 1000 році нашої ери.
Населення архіпелагу становить понад 700 жителів (2003), з яких близько 500 є нащадками європейців, кілька десятків — маорі, і близько 200 — моріорі (корінні жителі архіпелагу). Столиця архіпелагу — поселення Уаїтангі, у якому проживає близько 200 осіб.

## Клімат
Клімат архіпелагу сирий і вітряний. Взимку середня температура становить близько 6 ° C, влітку — близько 14 ° C. Рівень опадів — близько 900 мм на рік. Найкращий час для візиту — з вересня по березень.